# Tammy's Greatest Hits
Tammy's Greatest Hits es un álbum de grandes éxitos de la cantante estadounidense de música country Tammy Wynette. Fue publicado el 11 de agosto de 1969 por Epic Records. El álbum fue certificado con disco de platino por la Asociación de la Industria Discográfica de los Estados Unidos.

## Recepción de la crítica
En una reseña retrospectiva para AllMusic, Dan Cooper le dio una calificación de 5 estrellas y escribió: “Esta [compilación] sigue el rastro de lágrimas de Tammy Wynette en clásicos como «Stand by Your Man» y «D-I-V-O-R-C-E». El toque menos que ligero del productor Billy Sherrill nunca encontró un mejor instrumento para trabajar que su voz”.

## Lista de canciones
Todas las canciones escritas y compuestas por Billy Sherrill y Glenn Sutton, excepto donde esta anotado. 
| Lado uno |                                           |                                         |          |  |
| N.º      | Título                                    | Escritor(es)                            | Duración |  |
| 1.       | «Stand by Your Man»                       | Sherrill Tammy Wynette                  | 2:40     |  |
| 2.       | «Singing My Song» (Previously unreleased) |                                         | 2:21     |  |
| 3.       | «Take Me to Your World»                   |                                         | 2:48     |  |
| 4.       | «Apartment #9»                            | Fern Foley Charles Owen Johnny Paycheck | 2:56     |  |
| 5.       | «D-I-V-O-R-C-E»                           | Bobby Braddock Curly Putman             | 2:56     |  |

| Lado dos |                                           |                       |          |  |
| N.º      | Título                                    | Escritor(es)          | Duración |  |
| 1.       | «I Don't Wanna Play House»                |                       | 2:35     |  |
| 2.       | «Your Good Girl's Gonna Go Bad»           |                       | 2:02     |  |
| 3.       | «Run, Angel, Run»                         | Sherrill Stu Phillips | 2:30     |  |
| 4.       | «Too Far Gone» (Previously unreleased)    | Sherrill              | 2:51     |  |
| 5.       | «Almost Persuaded»                        |                       | 2:56     |  |
| 6.       | «My Elusive Dreams» (feat. David Houston) | Sherrill Putman       | 2:51     |  |

## Posicionamiento
| Gráficas (1969)                               | Pico de posición |
| --------------------------------------------- | ---------------- |
| Estados Unidos (Billboard 200)                | 37               |
| Estados Unidos (Billboard Top Country Albums) | 2                |

## Certificaciones y ventas
| País                  | Certificación | Ventas    |
| --------------------- | ------------- | --------- |
| Canadá (Music Canada) | Platino       | 80,000    |
| Estados Unidos (RIAA) | Platino       | 1,000,000 |